# Véronique Ovaldé
Véronique Ovaldé (Le Perreux-sur-Marne, 12 april 1972) is een Franse schrijfster. Ze heeft een karakteriserende schrijfstijl die haar een tiental prijzen heeft opgeleverd. Anno 2020 heeft ze vijftien romans geschreven, die in verschillende talen werden vertaald.

## Stijl
Véronique Ovaldé heeft een zeer uitgesproken en opvallende stijl. Ze creëert een denkbeeldige wereld die veel op de echte wereld lijkt, maar tegelijk iets sprookjesachtigs heeft. Dat doet ze in een erg exacte taal – ze wordt ook wel ‘la reine du mot juste’ (de koningin van het juiste woord) genoemd , waarin haar weloverwogen woorden een heel precies beeld scheppen van hoe de wereld er in haar en in de verbeelding van haar personages uitziet.
Een tweede belangrijk kenmerk van Véronique Ovaldés schrijfstijl is het ongebreidelde ritme van haar zinnen. Die zijn erg lang en blijven maar doorgaan. Dat komt doordat het vaak aaneenschakelingen zijn van verschillende hoofdzinnen, die dan nog eens onderbroken worden door bijzinnen, extra bepalingen, gedachten van de personages of uitingen in directe rede. Daardoor zijn de zinnen in vele kleine stukjes gekapt, maar tegelijk vormen ze wel steeds een eenheid, hoe lang ze ook zijn.
Ovaldés zinnen zijn soms zelfs zo lang dat ze een hele alinea innemen. Dat zorgt er ook voor dat er een soort stream of consciousness ontstaat: door de opbouw van de zinnen wordt de lezer meegenomen in de beschrijvingen, zijsprongetjes en gedachtegang van de personages en de verteller.
Om dit effect te creëren zijn de leestekens heel belangrijk. De zinnen staan vol komma’s, haakjes en gedachtestreepjes, maar worden af en toe ook net gekenmerkt door het ontbreken van komma’s, waardoor de verschillende zinsonderdelen nog meer aaneengeschakeld worden en de lezer nog harder wordt meegesleept in het doordravende ritme.

## Voorwoorden
- Aimee Bender, L’Ombre de moi-même (in Collection irraisonnée de préfaces à des livres fétiches, Intervalles, 2009)
- Joyce Carol Oates, La Fille du fossoyeur, Points, 'Signatures'-collectie, 2010
- Ernest Hemingway, Le Vieil Homme et la mer, Bibliothèque Gallimard jeunesse, 2013
- Amy Hempel, Aux portes du royaume animal, Cambourakis, 2015
- Carson McCullers, Le Cœur est un chasseur solitaire, Stock, 2017
- Hugo Pratt, Corto Maltese: Sous le signe du capricorne, Casterman, 2017
- Laura Kasiscke, Si un inconnu vous aborde, Page à Page, 2017, Le Livre de poche, 2018

## Luisterboeken
Véronique Ovaldé heeft bij éditions Thélème drie van haar romans als luisterboek ingesproken:
- Des vies d'oiseaux, verschenen in oktober 2011
- La Grâce des brigands, verschenen in november 2013
- Soyez imprudents les enfants, verschenen in november 2017

## Prijzen en onderscheidingen
- Prix Gironde-Nouvelles-Ecritures 2003 voor Toutes choses scintillant.
- Bourse Goncourt du livre jeunesse 2006 voor La très petite Zébuline.
- Prix France Culture-Télérama 2008 voor Et mon cœur transparent.
- Prix Renaudot des lycéens 2009 voor Ce que je sais de Vera Candida.
- Prix Roman France Télévisions 2009 voor Ce que je sais de Vera Candida.
- Grand prix des lectrices de Elle 2010 voor Ce que je sais de Vera Candida.
- Prix Café littéraire de Sainte-Cécile-les-Vignes (PRIX CALIBO) 2012 voor Des vies d'oiseaux.
- Prix Val d'Isère 2013 voor Des vies d'oiseaux.
- Pépite du livre 2015, Catégorie Album (ex-Prix Baobab) (Salon du livre et de la presse jeunesse de Montreuil), voor Paloma et le vaste monde, geïllustreerd door Jeanne Detallante.
- Officier des Arts et Lettres 2017.

Jury
- Voorzitter van de jury voor de Prix Landerneau Jeunesse 2017